# Chỉ số kinh tế
Chỉ số kinh tế là thống kê về một hoạt động kinh tế. Các chỉ số kinh tế cho phép phân tích hoạt động kinh tế và dự đoán kết quả hoạt động trong tương lai. Một ứng dụng của các chỉ số kinh tế là nghiên cứu các chu kỳ kinh doanh. Các chỉ số kinh tế bao gồm các chỉ số khác nhau, báo cáo thu nhập và tóm tắt kinh tế: ví dụ: tỷ lệ thất nghiệp, tỷ lệ bỏ việc, xây dựng nhà ở, chỉ số giá tiêu dùng (thước đo lạm phát), đường cong lợi suất ngược, tỷ lệ đòn bẩy tiêu dùng, sản xuất công nghiệp, phá sản, tổng sản phẩm quốc nội, thâm nhập internet băng thông rộng, doanh số bán lẻ, chỉ số giá và thay đổi cung tiền. Ủy ban xác định chu kỳ kinh tế hàng đầu ở Hoa Kỳ là Cục Nghiên cứu Kinh tế Quốc gia Hoa Kỳ. Cục Thống kê Lao động là cơ quan tìm hiểu thực tế chính của chính phủ Hoa Kỳ trong lĩnh vực thống kê và kinh tế lao động. Các nhà sản xuất khác của các chỉ số kinh tế bao gồm Cục Điều tra dân số Hoa Kỳ và Cục Phân tích Kinh tế Hoa Kỳ.

## Phân loại theo thời gian

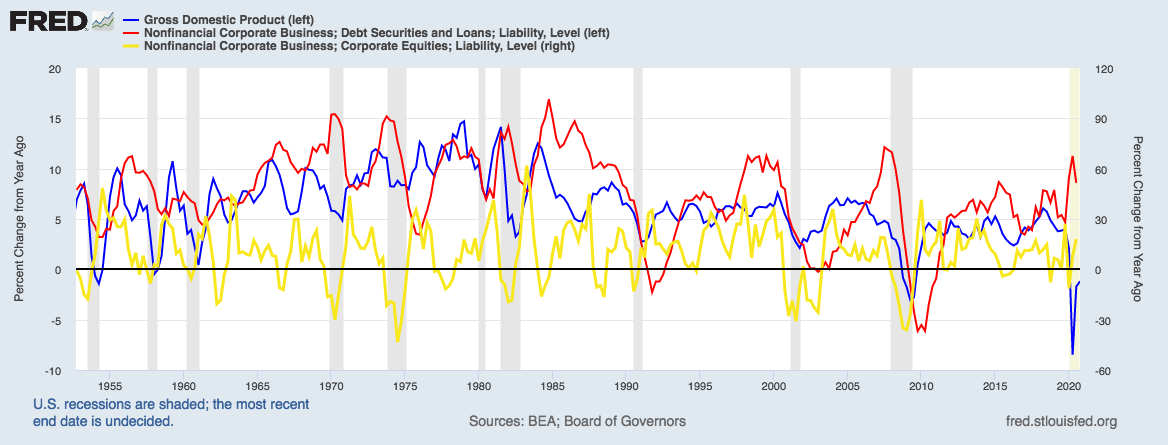
Vốn chủ sở hữu dẫn đầu, GDP và tín dụng kinh doanh một cách trùng hợp là các chỉ số trễ.

Các chỉ số kinh tế có thể được phân thành ba loại theo thời gian thông thường của chúng liên quan đến chu kỳ kinh doanh: chỉ số hàng đầu, chỉ số tụt hậu và chỉ số trùng khớp.

### Các chỉ dẫn đầu
Các chỉ số hàng đầu là các chỉ số thường, nhưng không phải lúc nào cũng thay đổi trước khi toàn bộ nền kinh tế thay đổi. Do đó, chúng hữu ích như những yếu tố dự báo ngắn hạn của nền kinh tế. Các chỉ số hàng đầu bao gồm chỉ số về kỳ vọng của người tiêu dùng, giấy phép xây dựng và cung tiền. Conference Board công bố Chỉ số Kinh tế Hàng đầu tổng hợp bao gồm mười chỉ số được thiết kế để dự đoán hoạt động trong nền kinh tế Hoa Kỳ từ sáu đến chín tháng trong tương lai.

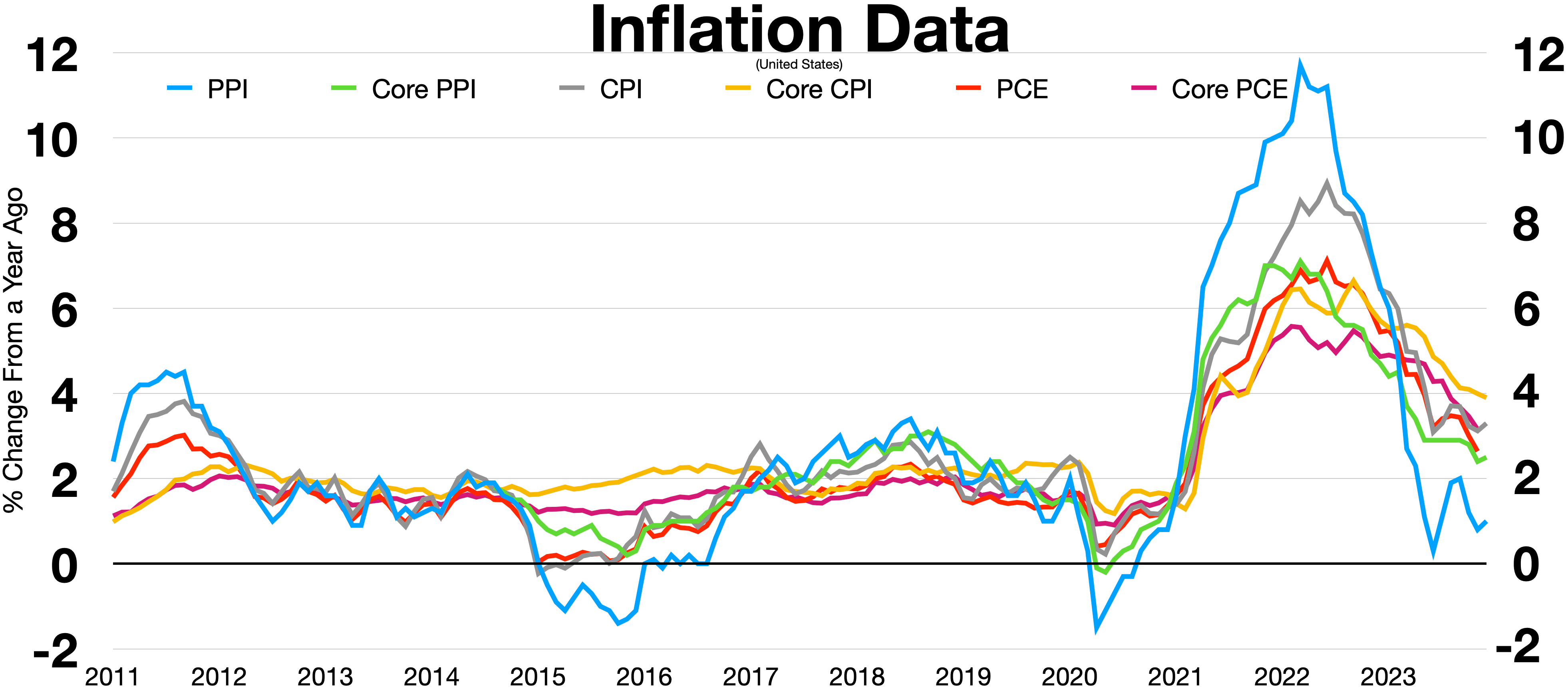
PPI là chỉ số dẫn đầu, CPI và PCE trễ
PPI
Core PPI
CPI
Core CPI
PCE
Core PCE

Các thành phần của Chỉ số Kinh tế Hàng đầu của Hội đồng Hội nghị
1. Số giờ trung bình hàng tuần (sản xuất) - Việc điều chỉnh giờ làm việc của nhân viên hiện tại thường được thực hiện trước khi thuê mới hoặc sa thải, đó là lý do tại sao thước đo số giờ trung bình hàng tuần là một chỉ số hàng đầu cho những thay đổi về tỷ lệ thất nghiệp.
2. Yêu cầu thất nghiệp ban đầu trung bình hàng tuần cho bảo hiểm thất nghiệp - CB đảo ngược giá trị của thành phần này từ dương sang âm vì số đọc dương cho thấy mất việc làm. Dữ liệu thông báo thất nghiệp ban đầu nhạy cảm hơn với các điều kiện kinh doanh so với các thước đo thất nghiệp khác, và do đó dẫn đầu dữ liệu thất nghiệp hàng tháng do Bộ Lao động Hoa Kỳ công bố.
3. Đơn đặt hàng mới của nhà sản xuất đối với hàng tiêu dùng / nguyên vật liệu - Thành phần này được coi là một chỉ số hàng đầu vì sự gia tăng đơn đặt hàng mới đối với hàng tiêu dùng và nguyên liệu thường có nghĩa là những thay đổi tích cực trong sản xuất thực tế. Các đơn đặt hàng mới làm giảm lượng hàng tồn kho và góp phần vào các đơn đặt hàng chưa được thực hiện, một tiền đề cho doanh thu trong tương lai.
4. Hiệu suất của nhà cung cấp (chỉ số khuếch tán giao hàng chậm hơn) - Thành phần này đo lường thời gian cần thiết để cung cấp đơn đặt hàng cho các công ty công nghiệp. Hiệu suất của nhà cung cấp dẫn đầu chu kỳ kinh doanh bởi vì sự gia tăng thời gian giao hàng có thể cho thấy nhu cầu về nguồn cung cấp sản xuất tăng lên. Hiệu suất của nhà cung cấp được đo lường bằng một cuộc khảo sát hàng tháng từ Hiệp hội các nhà quản lý mua hàng quốc gia (NAPM). Chỉ số lan tỏa này đo lường một nửa số người trả lời báo cáo không có thay đổi và tất cả người trả lời báo cáo giao hàng chậm hơn.
5. Đơn đặt hàng mới của nhà sản xuất đối với hàng hóa tư bản phi quốc phòng - Như đã nêu ở trên, đơn đặt hàng mới dẫn đầu chu kỳ kinh doanh bởi vì đơn đặt hàng tăng thường có nghĩa là những thay đổi tích cực trong sản xuất thực tế và có lẽ nhu cầu tăng. Biện pháp này là đối chiếu của nhà sản xuất đối với các đơn đặt hàng mới đối với hàng tiêu dùng / thành phần nguyên vật liệu (# 3).
6. Giấy phép xây dựng cho các đơn vị nhà ở tư nhân mới.
7. Giá cổ phiếu của 500 cổ phiếu phổ thông - Lợi tức thị trường cổ phiếu được coi là một chỉ số hàng đầu vì những thay đổi của giá cổ phiếu phản ánh kỳ vọng của nhà đầu tư đối với tương lai của nền kinh tế và lãi suất.
8. Cung tiền (M2) - Cung tiền đo lường tiền gửi không kỳ hạn, séc du lịch, tiền gửi tiết kiệm, tiền tệ, tài khoản thị trường tiền tệ và tiền gửi có kỳ hạn mệnh giá nhỏ. Ở đây, M2 được điều chỉnh theo lạm phát bằng phương pháp giảm phát do chính phủ liên bang công bố trong báo cáo GDP. Cho vay ngân hàng, một yếu tố đóng góp vào tiền gửi tài khoản, thường giảm khi lạm phát tăng nhanh hơn cung tiền, điều này có thể làm cho việc mở rộng kinh tế trở nên khó khăn hơn. Do đó, tiền gửi không kỳ hạn tăng sẽ cho thấy kỳ vọng rằng lạm phát sẽ tăng, dẫn đến giảm cho vay của ngân hàng và tăng tiết kiệm.
9. Chênh lệch lãi suất (Mục tiêu của Kho bạc 10 năm so với Quỹ Liên bang) - Chênh lệch lãi suất thường được gọi là đường cong lợi suất và ngụ ý hướng dự kiến của lãi suất ngắn hạn, trung hạn và dài hạn. Những thay đổi trong đường cong lợi suất là yếu tố dự báo chính xác nhất về sự suy thoái trong chu kỳ kinh tế. Điều này đặc biệt đúng khi đường cong trở nên đảo ngược, tức là, khi lợi nhuận dài hạn được kỳ vọng sẽ nhỏ hơn lãi suất ngắn hạn.
10. Chỉ số kỳ vọng của người tiêu dùng - Đây là thành phần duy nhất của các chỉ số hàng đầu chỉ dựa trên kỳ vọng. Thành phần này dẫn đầu chu kỳ kinh doanh bởi vì kỳ vọng của người tiêu dùng có thể chỉ ra mức chi tiêu hoặc thắt chặt của người tiêu dùng trong tương lai. Dữ liệu cho thành phần này đến từ Trung tâm Nghiên cứu Khảo sát của Đại học Michigan và được phát hành mỗi tháng một lần.

### Chỉ số trễ
Các chỉ số trễ (lagging indicators) là các chỉ số thường thay đổi sau khi nền kinh tế nói chung thay đổi. Thông thường, độ trễ là một vài quý trong năm. Tỷ lệ thất nghiệp là một chỉ báo tụt hậu: việc làm có xu hướng tăng lên hai hoặc ba phần tư sau khi nền kinh tế chung đi lên. Trong hệ thống đo lường hiệu suất, lợi nhuận mà doanh nghiệp kiếm được là một chỉ số tụt hậu vì nó phản ánh kết quả hoạt động trong quá khứ; tương tự, sự hài lòng của khách hàng được cải thiện là kết quả của các sáng kiến được thực hiện trong quá khứ.
Index of Lagging Indicators được xuất bản hàng tháng bởi The Conference Board, một tổ chức phi chính phủ, xác định giá trị của chỉ số từ bảy thành phần.

Chỉ số có xu hướng theo dõi những thay đổi của nền kinh tế nói chung.
Các thành phần trong chỉ mục của Conference Board là:
- Thời gian thất nghiệp trung bình (đảo ngược)
- Giá trị dư nợ cho vay thương mại và công nghiệp
- Sự thay đổi trong Chỉ số giá tiêu dùng đối với dịch vụ
- Sự thay đổi của chi phí lao động trên một đơn vị sản lượng
- Tỷ lệ hàng tồn kho của ngành sản xuất và thương mại trên doanh thu
- Tỷ lệ dư nợ tín dụng tiêu dùng trên thu nhập cá nhân
- Lãi suất cơ bản trung bình do các ngân hàng tính

### Chỉ số trùng khớp

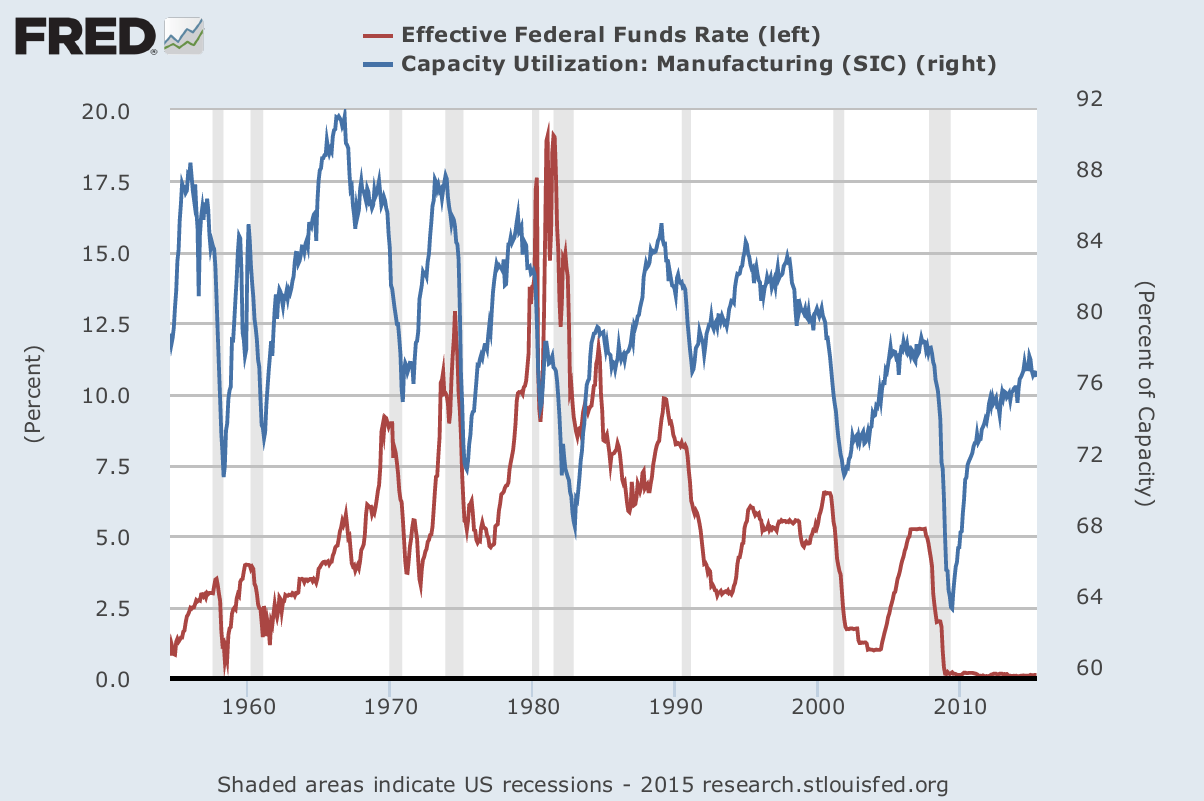
Federal Funds Rate ở Hoa Kỳ bị trễ sau so với việc sử dụng năng lực trong sản xuất

Các chỉ số trùng khớp thay đổi xấp xỉ cùng lúc với toàn bộ nền kinh tế, từ đó cung cấp thông tin về tình trạng hiện tại của nền kinh tế. Có nhiều chỉ số kinh tế trùng khớp, chẳng hạn như Tổng sản phẩm quốc nội, sản xuất công nghiệp, thu nhập cá nhân và doanh số bán lẻ. Một chỉ số trùng hợp có thể được sử dụng để xác định, sau thực tế, ngày của các đỉnh và đáy trong chu kỳ kinh doanh.

Có bốn thống kê kinh tế bao gồm Chỉ số các Chỉ báo Kinh tế Trùng khớp (Index of Coincident Economic Indicators):
- Số lao động trong biên chế phi nông nghiệp
- Thu nhập cá nhân trừ các khoản thanh toán chuyển khoản
- Sản xuất công nghiệp
- Sản xuất và thương mại mua bán

Cục Dự trữ Liên bang Philadelphia tạo ra các chỉ số trùng hợp cấp tiểu bang dựa trên 4 biến cấp tiểu bang:
- Việc làm trong biên chế phi nông nghiệp
- Số giờ làm việc trung bình trong sản xuất
- Tỷ lệ thất nghiệp
- Tiền lương và các khoản giải ngân theo chỉ số giá tiêu dùng giảm phát (mức trung bình của các thành phố ở Hoa Kỳ)

## Theo hướng

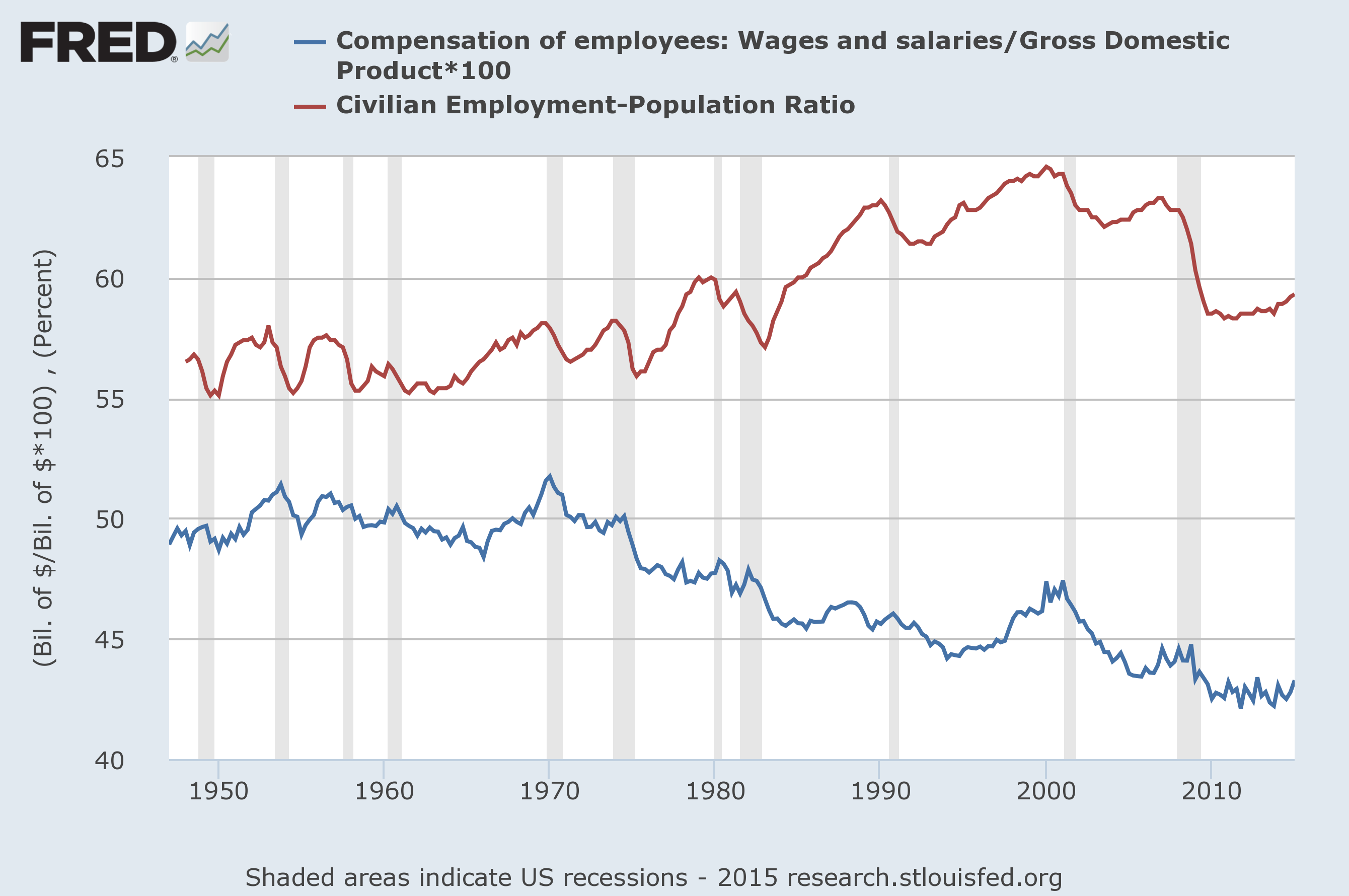
Tỷ lệ tiền lương (được cho là) là nghịch chu kỳ, nhưng cũng là một chỉ báo trễ đối với tỷ lệ việc làm như một chỉ báo thuận chu kỳ ở Hoa Kỳ

Ngoài ra còn có ba thuật ngữ mô tả hướng của một chỉ số kinh tế so với hướng của nền kinh tế chung:
- Các chỉ báo procyclical di chuyển cùng chiều với nền kinh tế chung: chúng tăng lên khi nền kinh tế đang hoạt động tốt; giảm khi nó hoạt động không tốt. Tổng sản phẩm quốc nội (GDP) là một chỉ số tuần hoàn.
- Các chỉ báo phản chu kỳ chuyển động ngược chiều với nền kinh tế chung. Tỷ lệ thất nghiệp và tỷ lệ tiền lương là ngược lại: trong ngắn hạn, chúng tăng lên khi nền kinh tế đang xấu đi.
- Các chỉ báo theo chu kỳ là những chỉ số có ít hoặc không có mối tương quan với chu kỳ kinh doanh: chúng có thể tăng hoặc giảm khi nền kinh tế chung đang hoạt động tốt, và có thể tăng hoặc giảm khi nó hoạt động không tốt.

## Các chỉ số địa phương
Các chính quyền địa phương thường cần dự tính các khoản thu từ thuế trong tương lai. Ví dụ, thành phố San Francisco sử dụng giá của một căn hộ một phòng ngủ trên Craigslist, số lượng hành khách đi tàu điện ngầm cuối tuần, việc sử dụng nhà để xe và báo cáo hàng tháng về lượt hành khách hạ cánh tại sân bay của thành phố.